# سن-فلیس-دوتیس، کبک
سن-فلیس-دوتیس (به فرانسوی: Saint-Félix-d'Otis) شهری در منطقه شهری لو افجور-دو-ساگونه ناحیه سگونه-لاک-سن-ژان در استان کبک کانادا است. در سرشماری سال ۲۰۱۱ این شهر ۸۵۱ نفر جمعیت داشته‌است و مساحت آن ۲۳۵٫۹۴ کیلومتر مربع است.